# Lomento

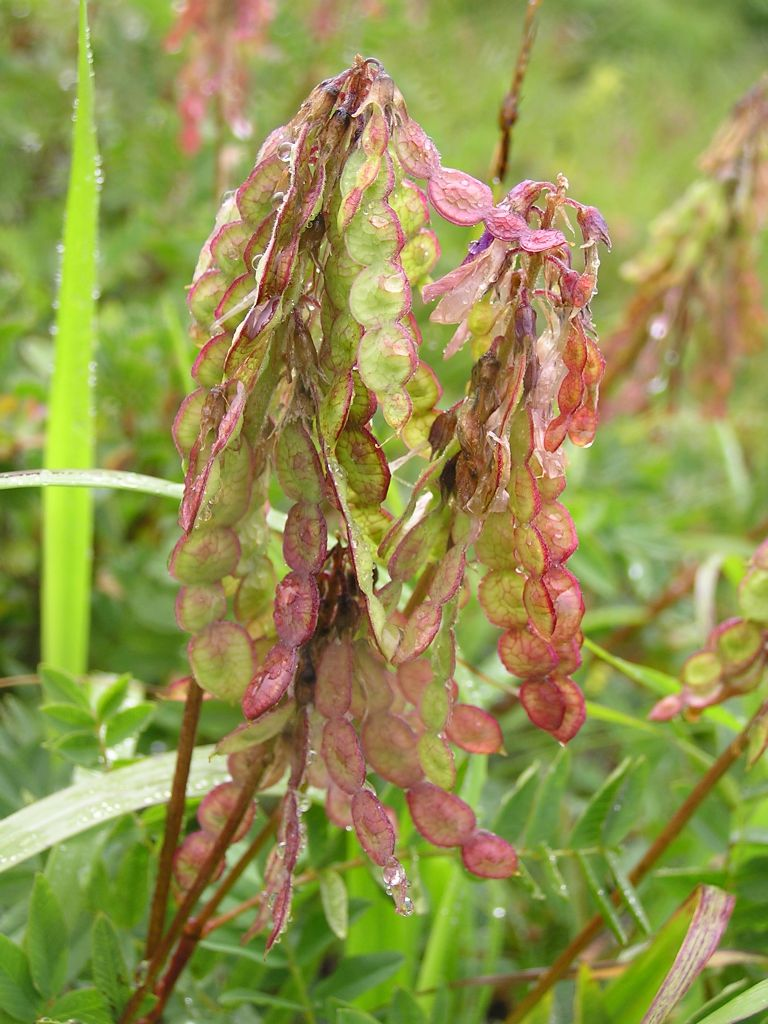
Lomenti di Hedysarum hedysaroides

Il lomento è un frutto secco deiscente. È un particolare tipo di legume o siliqua (in base ai generi), segmentato in corrispondenza di ogni seme, ma che a maturità non si divide in due valve ma in vari segmenti.
Desmodium, Hippocrepis e Hedysarum sono generi che presentano questo tipo di frutto.